# Al Hilal Club
Pour les articles homonymes, voir Al Hilal.
Maillots
Actualités
Le Al Hilal Club (en arabe : نادي الهلال السوداني), plus couramment abrégé en Al Hilal, est un club soudanais de football fondé en 1930 et basé dans la ville de Omdourman.
Lors des compétitions internationales, le club est connu sous le nom Al Hilal Omdurman. Il constitue avec son rival du Al Merreikh SC l'un des deux grands clubs soudanais.

## Histoire
- 1930 : Fondation du club par des membres du Khartoum Memorial College
- Lors de la saison 2024-2025, le club joue dans le championnat de Mauritanie en raison de la guerre civile au Soudan

## Palmarès
| National | Régional et Amical | International |
| --- | --- | --- |
| - Championnat du Soudan (29) : - Champion : 1965, 1966, 1969, 1973, 1981, 1983, 1984, 1986, 1987, 1989, 1991, 1994, 1995, 1996, 1998, 1999, 2003, 2004, 2005, 2006, 2007, 2009, 2010, 2012, 2014, 2016, 2017, 2021, 2022 - - Vice-champion : 1970, 1972, 1974, 1977, 1993, 2000, 2001, 2002, 2008, 2011, 2013, 2015, 2018-19 et 2019-20. - Coupe du Soudan (8) : - Vainqueur : 1998, 2000, 2002, 2004, 2009, 2011, 2016 et 2021-22 - Finaliste : 1993, 1994, 1996, 2005, 2006, 2007, 2008, 2010, 2012, 2013, 2014, 2015 et 2017. - Championnat de Mauritanie (1) : - Champion : 2024-2025 | - Championnat de Khartoum (16) : - Champion : 1953, 1955, 1958, 1959, 1960, 1961, 1963, 1965, 1967, 1969, 1971, 1973, 1982, 1984, 1990 et 1993. | - Coupe des clubs champions africains : - Finaliste : 1987 et 1992. - Coupe arabe des vainqueurs de coupe : - Finaliste : 2001. |

## Personnalités du club

### Présidents du club
- Ashraf Seed Ahmed Hussein

### Entraîneurs du club
- 2004-2005 :   Sofiene Hidoussi[2]
- 2012-2013 :  Diego Garzitto
- 2014-2015 :  Patrick Aussems
- 2015 :  Nabil Kouki
- 2015-2016 :  Jean-Michel Cavalli
- 2016 :  Ilie Balaci
- 2016-2017 :  Denis Lavagne
- 2017 :  Nabil Kouki
- 2017-2018 :  Sérgio Farias
- 2018 :  Lamine N'Diaye
- 2019 :  Nabil Kouki
- 2019-2020 :  Hamada Sedki
- 2020-2021 :  Zoran Manojlović
- 2021 :  Ricardo Formosinho
- 2021-2022 :  João Mota
- 2022- :  Florent Ibenge

### Anciens joueurs du club
- Haitham Mustafa

(voir aussi Catégorie:Joueur de l'Al Hilal Omdurman)